# Fred Edward Fiedler
Fred Edward Fiedler (ur. 13 lipca 1922 w Wiedniu, zm. 8 czerwca 2017) – austriacki i amerykański psycholog. 

## Życiorys
W 1938 wyemigrował z Austrii. Był jednym z głównych naukowców w obszarze zarządzania i psychologii biznesu w XX wieku. Był wykładowcą psychologii biznesu i zarządzania na Uniwersytecie Waszyngtońskim w Seattle. W 1967 ogłosił teorię najbardziej niepożądanego pracownika. Jako pierwszy skupił się nie na osobie przywódcy, ale na czynnikach, które wpływają na model przywództwa. Według tej teorii różne sytuacje wymagają różnych typów przywódców i nie ma czegoś takiego jak idealny typ przywódcy. Według niego wybór stylu przywództwa zależy od takich czynników jak:
- relacje przywódcy z grupą (dobre lub złe),
- rodzaj zadania (proste, standardowe, czy skomplikowane i nietypowe),
- poziom władzy (możliwość nagradzania, karania).

## Publikacje
- Fiedler, F.E. (1958) Leader Attitudes and Group Effectiveness, Urbana, IL: University of Illinois Press.
- Fiedler, F.E. (1967) A Theory of Leadership Effectiveness, New York: McGraw-Hill.
- Fiedler, F.E. (1971) Leadership, New York: General Learning Press.
- Fiedler, F.E. (1981) Leader Attitudes and Group Effectiveness, Westport, CT: Greenwood Publishing Group.
- Fiedler, F.E. (1992) ‘Life in a Pretzel-shaped Universe’, in A.G. Bedeian (ed.), Management Laureates: A Collection of Autobiographical Essays, Greenwich, CT: JAI Press, vol. 1, 301–34.
- Fiedler, F.E. (1994) Leadership Experience and Leadership Performance, Alexandria, VA: US Army Research Institute for the Behavioral and Social Sciences.
- Fiedler, F.E. (1997) Directory of the American Psychological Association, Chicago: St James Press, 419.
- Fiedler, F.E. and Chemers, M.M. (1974) Leadership and Effective Management, Glenview, IL: Scott, Foresman and Co.
- Fiedler, F.E. and Garcia, J.E. (1987) New Approaches to Leadership, Cognitive Resources and Organizational Performance, New York: John Wiley and Sons.
- Fiedler, F.E., Chemers, M.M. and Mahar, L. (1976) Improving Leadership Effectiveness: The Leader Match Concept, New York: John Wiley and Sons.
- Fiedler, F.E., Garcia, J.E. and Lewis, C.T. (1986) People Management, and Productivity, Boston: Allyn and Bacon.
- Fiedler, F.E., Gibson, F.W. and Barrett, K.M. (1993) ‘Stress, Babble, and the Utilization of the Leader’s Intellectual Abilities’, Leadership Quarterly 4(2): 189–208.
- Fiedler, F.E., Godfrey, E.P. and Hall, D.M. (1959) Boards, Management and Company Success, Danville, IL: Interstate Publishers.
- King, B., Streufert, S. and Fiedler, F.E. (1978) Managerial Control and Organizational Democracy, Washington, DC: V.H. Winston and Sons.
- Fiedler, F.E. (1983) ‘Assessing the Validity of Fiedler’s Contingency Model of Leadership Effectiveness: A Closer look at Strube and Garcia’, Psychological Bulletin 93: 404–8.